# Сант’Елеутерио (Фрозиноне)
Сант’Елеутерио је насеље у Италији у округу Фрозиноне, региону Лацио.
Према процени из 2011. у насељу је живело 163 становника. Насеље се налази на надморској висини од 146 м.